# Laïkó
Pour les articles homonymes, voir Laïka (homonymie).
Laïkó (en grec : λαϊκό), ou Laïká (λαϊκά) est un style de musique pop qui est apparue dans les années 1950 et 1960 en Grèce. Il descend du Rebetiko et ses interprètes les plus connus sont Stelios Kazantzidis et Manolis Angelopoulos. Le mot laïka signifie « populaire » en grec.

## Modern laika
Le modern laika est de la musique grecque traditionnelle  mélangée avec à d'autres styles de musique comme la pop, l’electro ou la dance.  Un des artistes pionniers de ce style de musique est la chanteuse grecque Ánna Víssi. Elle a introduit le rock dans les années 1990 et la dance au début des années 2000.

## Artistes
La liste suivante regroupe les artistes grecs de laïka :
- Ánna Víssi
- Ívi Adámou
- Giorgos Mazonakis
- Antique
- Katy Garbi
- Paschalis Terzis
- Sákis Rouvás
- Déspina Vandí
- Dimítris Mitropános
- Eleni Vitali
- Eleftheria Arvanitaki
- Glykeria
- Élena Paparízou
- Apostolia Zoi
- Valantis
- Vasia Riga
- Dimitris Kokkotas
- Irini Merkouri
- Elli Kokkinou
- Yánnis Ploútarchos
- Giorgos Lembesis
- Giorgos Tsalikis
- Giorgos Giannias
- Hristina Anagnostopoulou
- Kalomira
- Konstantinos Pantzis
- Lambis Livieratos
- Marianta Pieridi
- Marinella
- Maro Lytra
- Nancy Alexiadi
- Níkos Vértis
- Nino
- Notis Hristodoulou
- Peggy Zina
- Pópi Maliotáki
- Rallia Christidou
- Sabrina
- Sarbel
- Stelios Kazantzidis
- Stella Georgiadou
- Strato Dionisiou
- Triantafyllos
- Thelksi
- Christos Dantis
- Hryspa
- Giorgos Hristou
- Vasilis Karras
- Antónis Rémos
- Níkos Oikonomópoulos
- Eléni Tsaligopoúlou
- Grigóris Bithikótsis